# Horatio Parker
Horatio William Parker (Auburndale, Massachusetts, 15 de setembre de 1863 - Cedarhurst, Estat de Nova York, 18 de desembre de 1919) fou un compositor estatunidenc.
Després d'estudiar algun temps en el seu país, es traslladà a Múnic (Alemanya), en el qual Conservatori concorri de 1881 a 1884, rebent principalment les lliçons d'en Josef Rheinberger. En retornar als Estats Units fou per espai de vuit anys organista i director de cor a Nova York i ensems professor del Conservatori de l'Estat de Nova York, que llavors dirigia Antonín Dvořák.
El 1893 se l'anomenà organista i director de cor de l'església de la Trinitat de Boston, acceptant l'any següent la càtedra de música de la Universitat Yale de New Haven, on va tenir entre altres alumnes en William Edwin Haesche, i en David Stanley Smith. El 1902 la Universitat de Cambridge li concedí el títol de doctor en música.
Parker fou una de les personalitats més notables del món musical americà, es donà a conèixer principalment com a compositor el 1893 per una cantata que es popularitzà ràpidament en l'Amèrica del Nord i a Anglaterra, i el 1911 assolí amb la seva òpera Mona un premi de 10.000 dòlars. Entre les seves restants composicions cal citar els oratoris Hora novissima (1898) i St. Christopher (1898), i una sèrie d'obres de música vocal, com Balada del cavaller i la seva filla (1884), El rei Trojan (1885), Els Kobolà & Haralà Harfagar (1891), Cantates de Nadal (1893), A wanderer's psalm (1900), Hymnos andron (1901), etc.
També va compondre una Obertura (1883), Simfonia veneciana (1884), Poema simfònic i Concert d'orgue amb orquestra (1902) i diverses obres de música de cambra, peces per a piano, orgue, etc.